# Richland megye (Dél-Karolina)
Richland megye az Amerikai Egyesült Államokban, azon belül Dél-Karolina államban található. Megyeszékhelye és legnagyobb városa Columbia. Lakosainak száma 416 147 fő (2020. április 1.). Richland megye Fairfield, Kershaw, Sumter, Calhoun, Lexington és Newberry megyékkel határos.

## Népesség
A megye népességének változása:
| Lakosok száma | 385 773 | 389 413 | 393 853 | 399 256 | 407 051 | 416 147 |
|               | 2010    | 2011    | 2012    | 2013    | 2015    | 2020    |